# Bét Guvrin
Bét Guvrin–Maresa romjai egy izraeli nemzeti parkot alkotnak (Beit Guvrin-Maresha National Park) és 2014 óta az UNESCO világörökségének is részei. Mindkettő ősi település volt a tengerpartot Hebronnal és Jeruzsálemmel összekötő út mentén.
Maresa (Maresha) Júda egyik fontos városa volt a zsidó honfoglalás után és az első templom ideje alatt, míg Bét Guvrin a római kortól volt jelentős település, amikor is Eleutheropolis néven volt ismert.
A helyszínen feltárt régészeti leletek közé tartozik egy nagy zsidó temető, egy római-bizánci amfiteátrum, egy bizánci templom, nyilvános fürdők, mozaikok és temetkezési barlangok. Különböző korokból sok rom maradt, de a nemzeti park különlegessége a rengeteg kézzel vájt barlang, az ún. Harang-barlangok (Bell caves). Körülbelül 800 harang alakú barlang található a környéken. A barlangok nagy része átjárók földalatti hálózata révén kapcsolódik egymáshoz. A korai arab időszakban ásták ki őket.
A római amfiteátrum maradványait az 1990-es évek közepén tárták fel. Az amfiteátrumot a 2. században építették Bét Guvrin északnyugati peremén. Itt gladiátoros versenyek zajlottak, ahol mintegy 3500 nézőt tudtak elhelyezni.

## Történelem
Maresha legkorábbi írásos emléke Józsué könyvében található, mint az ősi Júda törzsének városa.
Az Ószövetség említi többek között, hogy Roboám király megerősítette az egyiptomi támadás ellen. A pusztulása után az Edomita királyság része lett. 
A késő perzsa korban a város szerepel az ún. Zénon-i papiruszon (Kr. e. 259), amelyet az 1900-as években találtak meg. Kr.e. 40-ben a pártusok teljesen elpusztították, amely ezután soha nem épült újra.
Ezután a közelben felépült Bét Guvrin (másképp Beth Gabra) lett a terület fő települése. A későbbi bizánci időszak forrásai itt élő keresztény és zsidó személyeket említenek.

## Feltárás
Maresha romjait először 1898-1900-ban Bliss és Macalister tárta fel, akik egy tervezett és megerősített egykori hellenisztikus várost fedeztek fel, amelyet tornyokkal ellátott városfalak vettek valamikor körül. Két hellenisztikus és egy izraelita réteget azonosítottak a romhalmon.
1989 után és 1992 után egy izraeli régész, Amos Kloner vezetésével történtek feltárási munkák, mind Maresha, mind Beit Guvrin romjainál. Egy amfiteátrum romjait ásták ki, amelyet az ott állomásozó római katonai egységek építettek, egy nagy római fürdőházat és a keresztes korszakból egy erődöt, egy fürdőházat, valamint egy templomot.

## Galéria

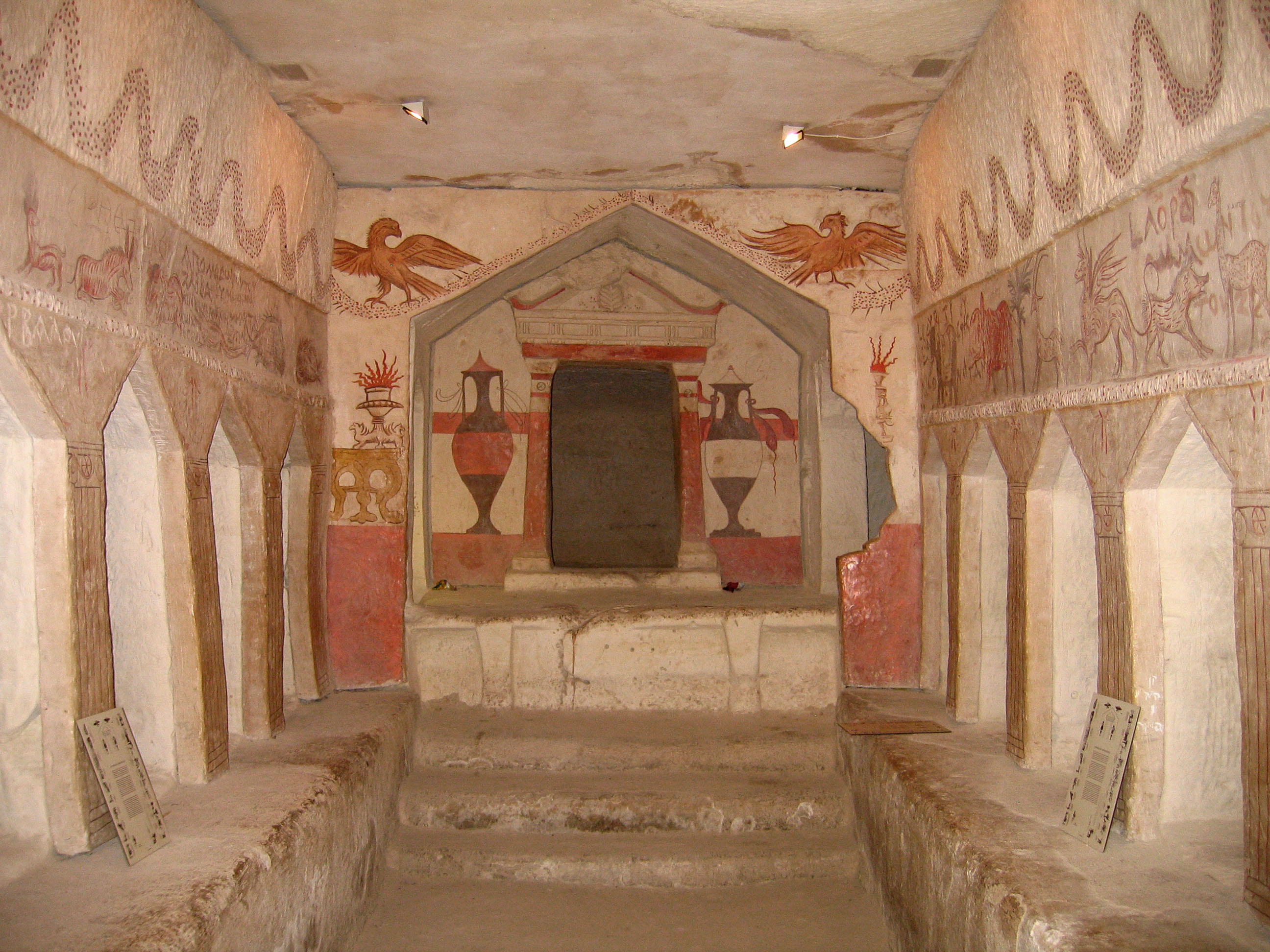
Festmények egy sírban
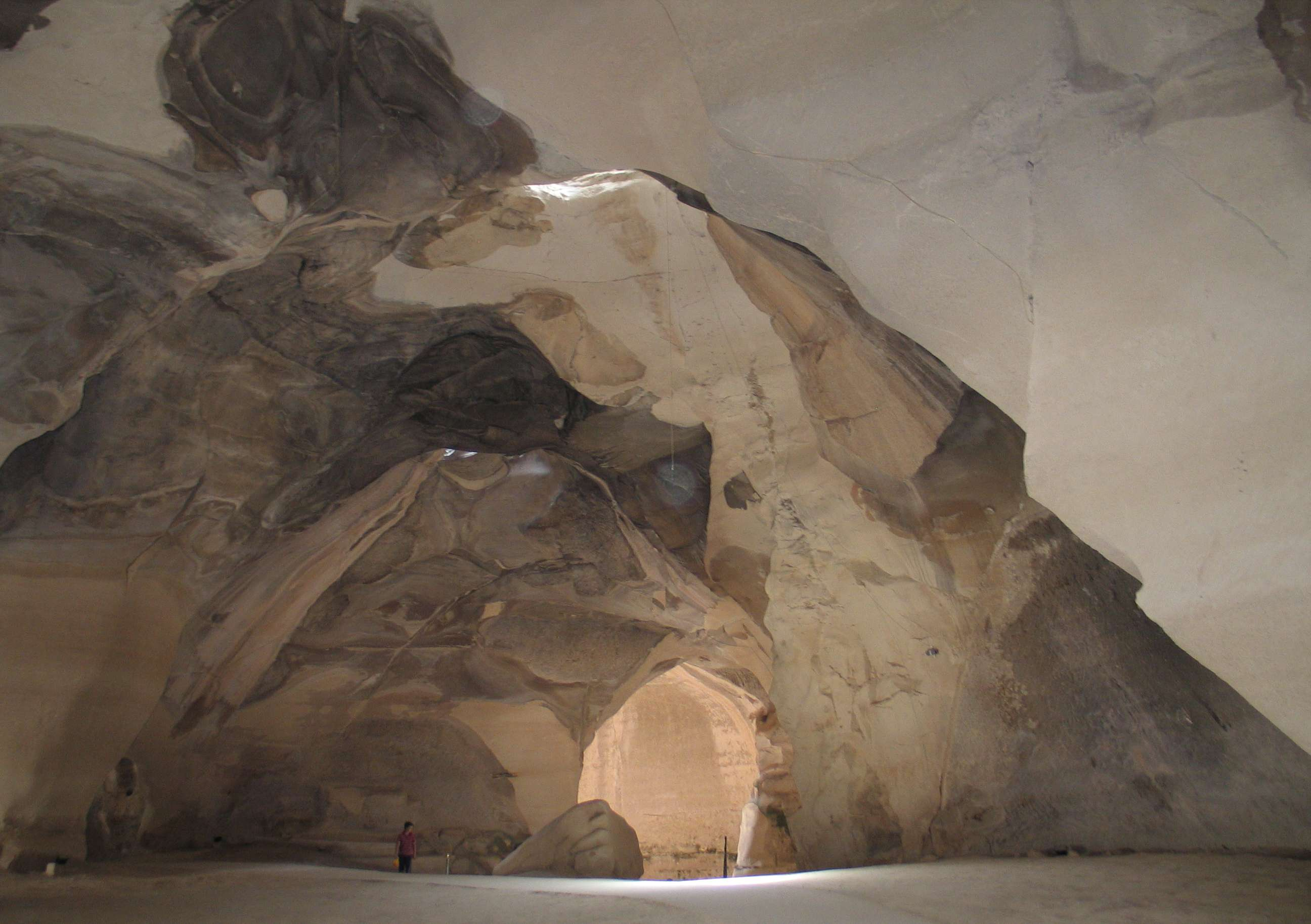
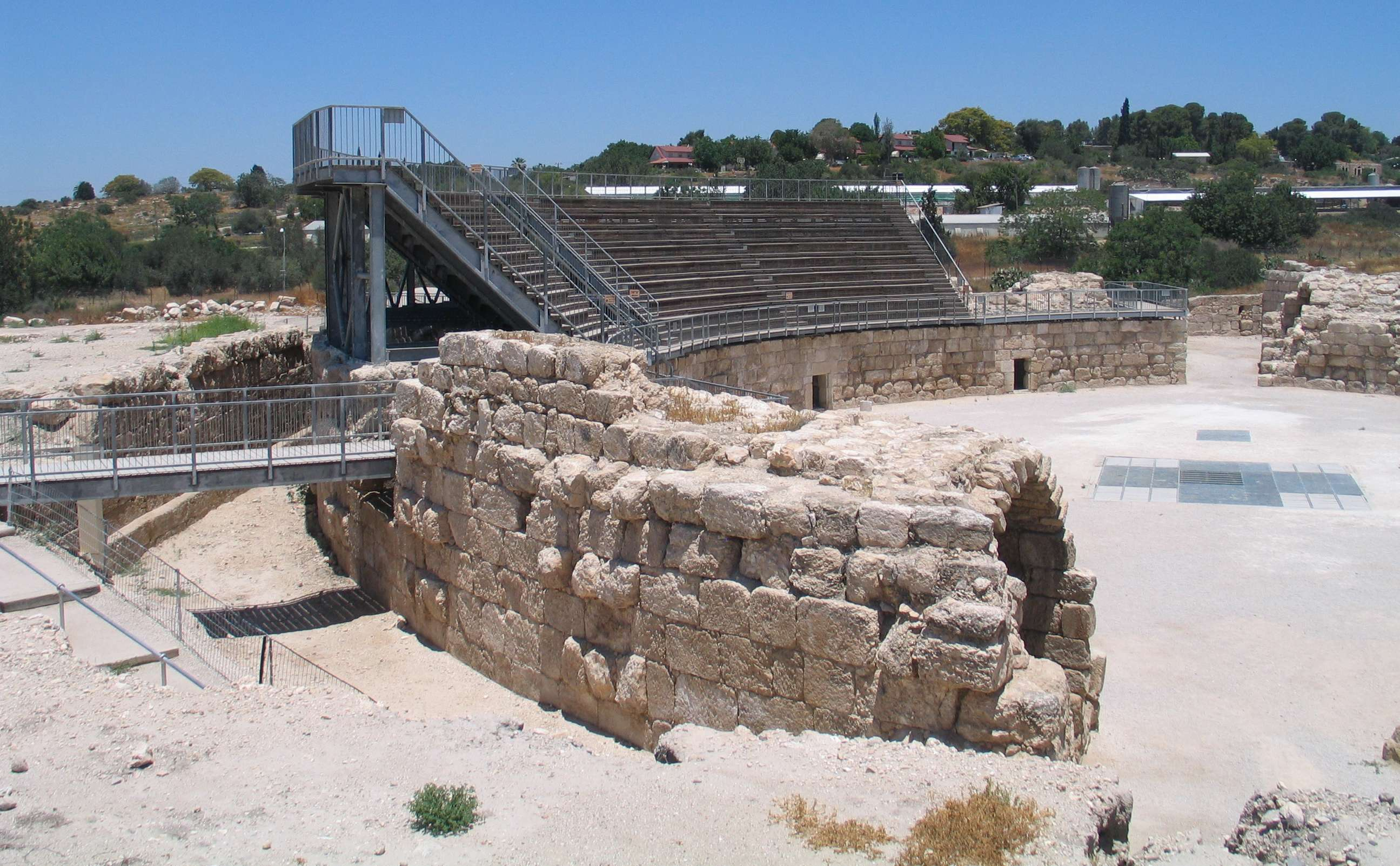
Amfiteátrum
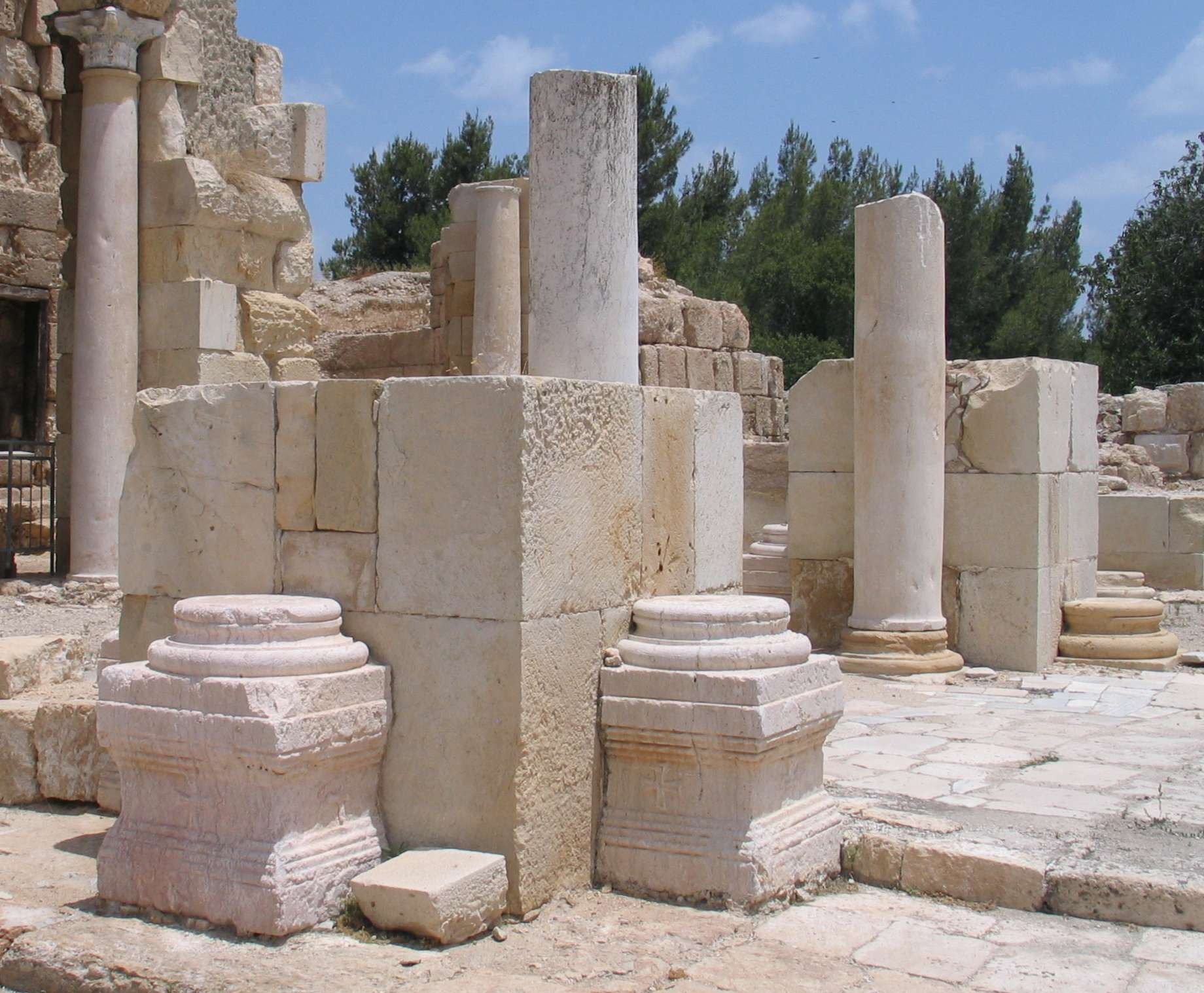
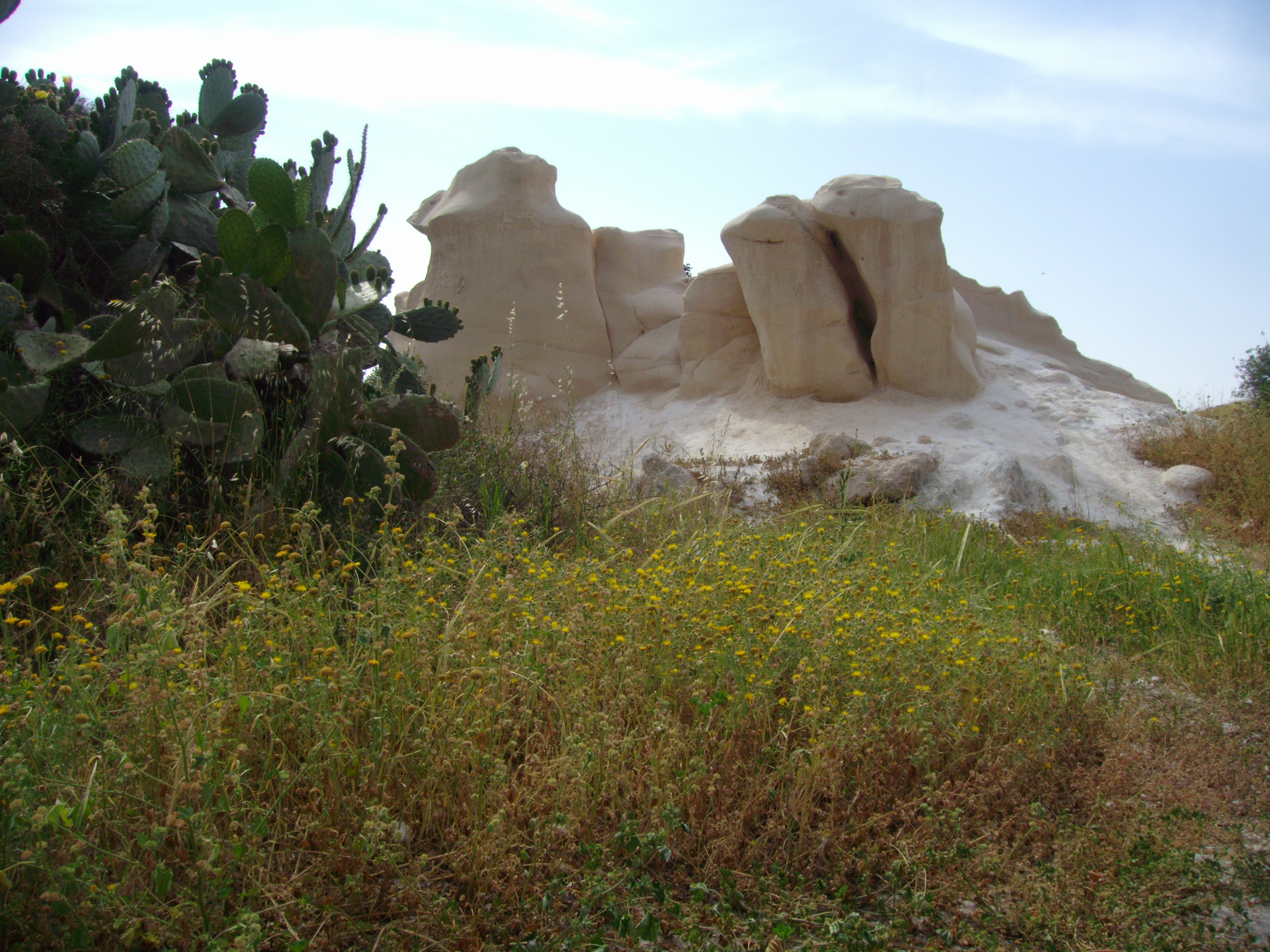
Tipikus növényzet és mészkő sziklák a nemzeti parkban
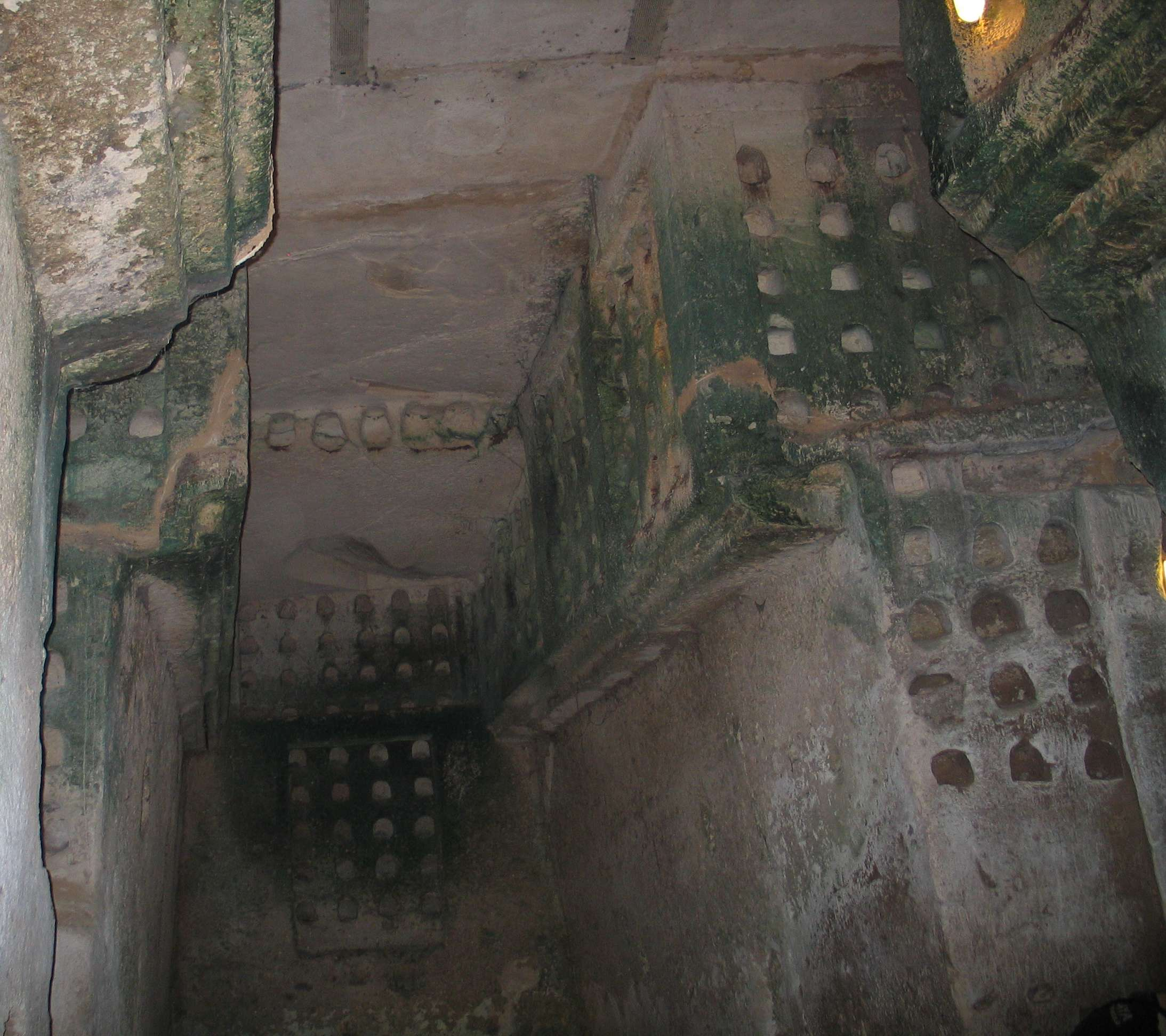
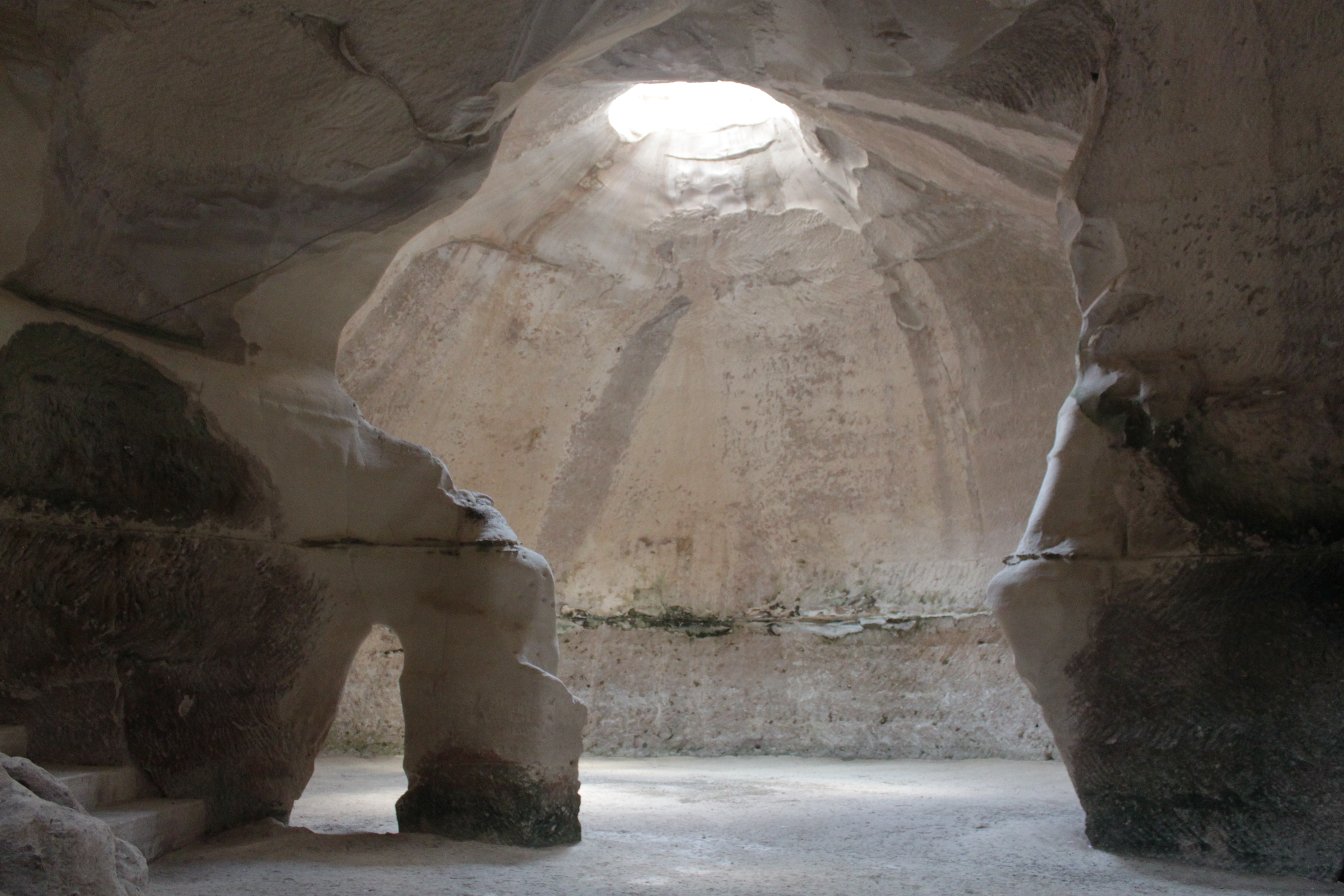
Harang-barlang
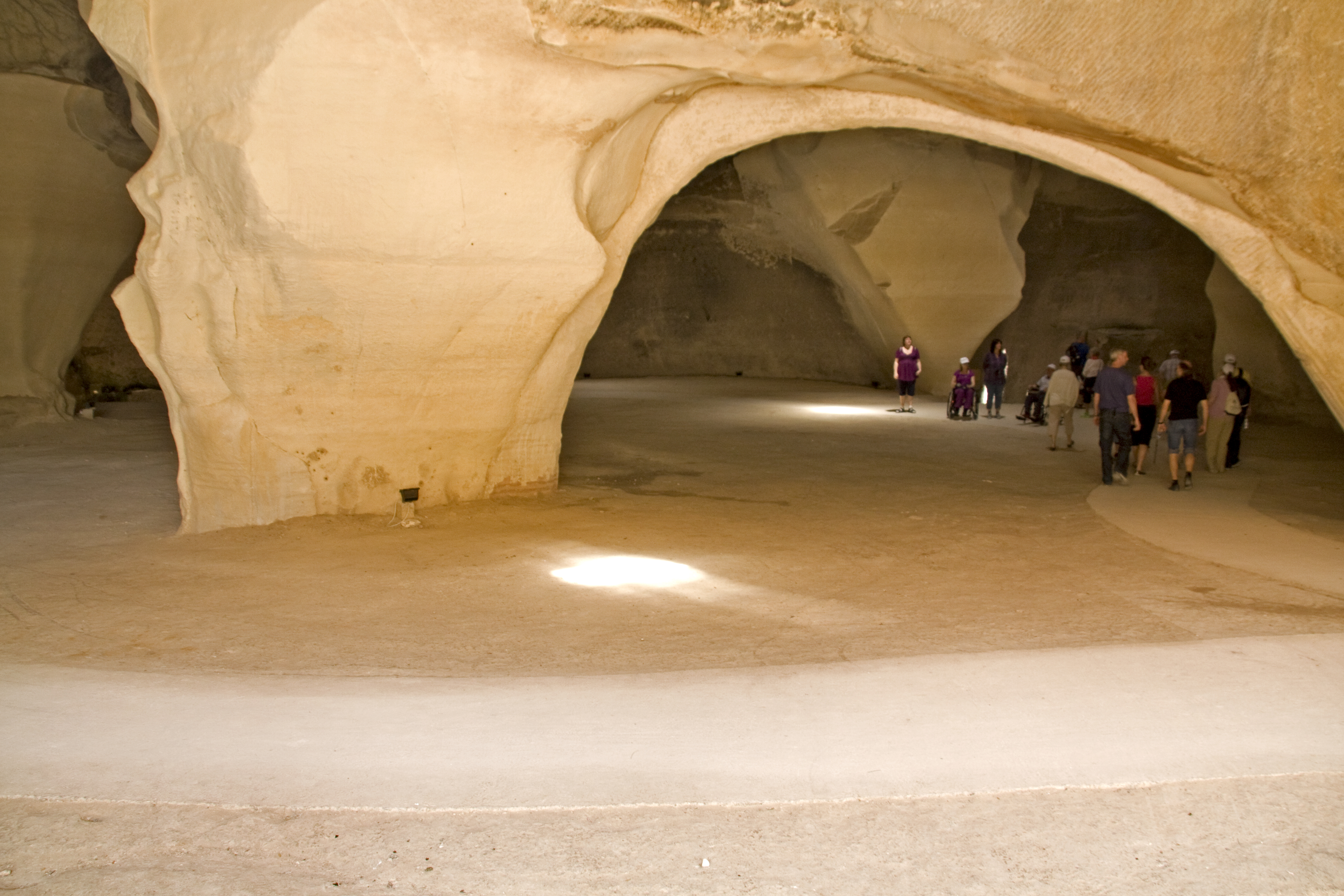
Harang-barlang
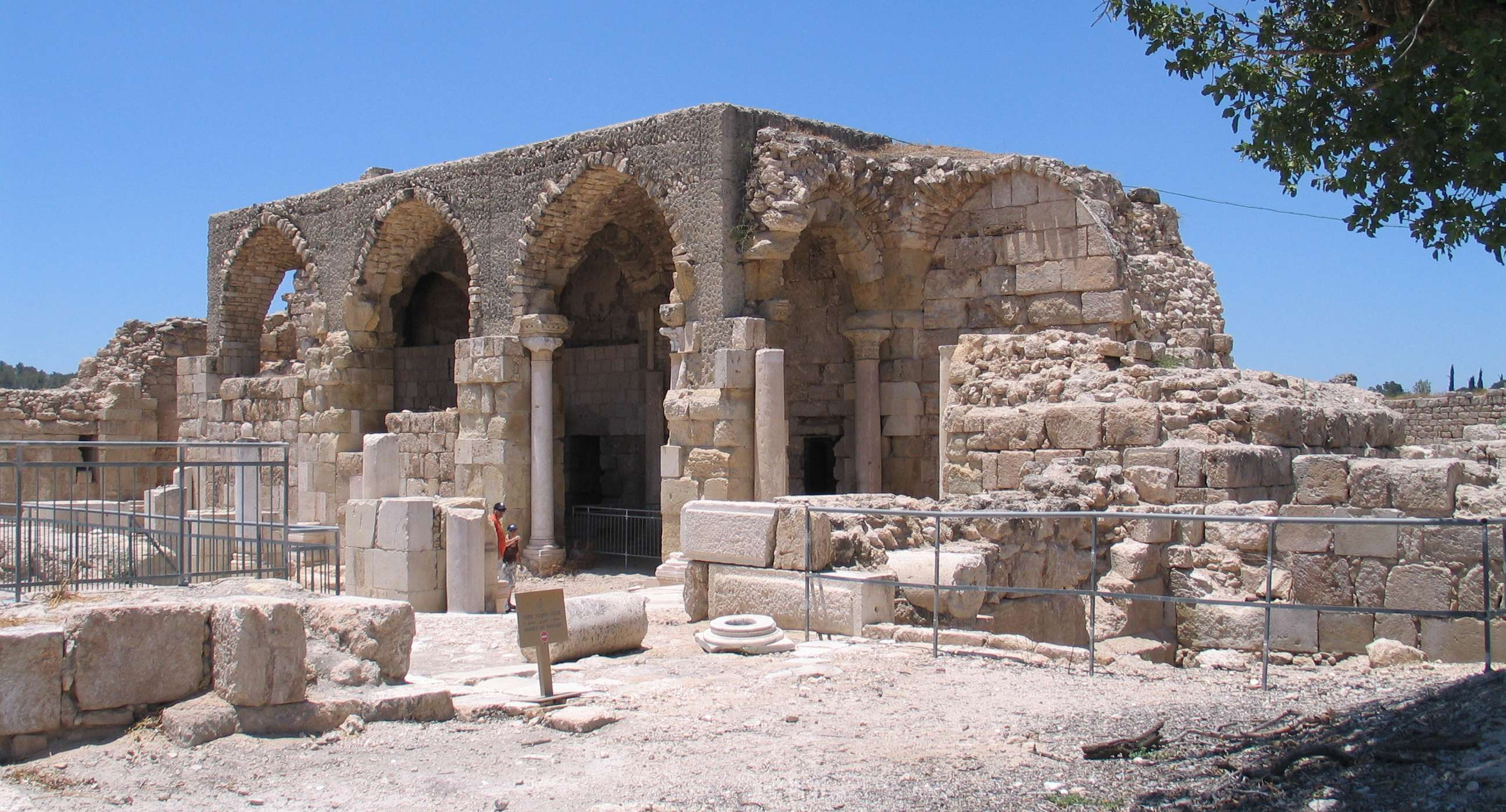
Keresztes-kori templom
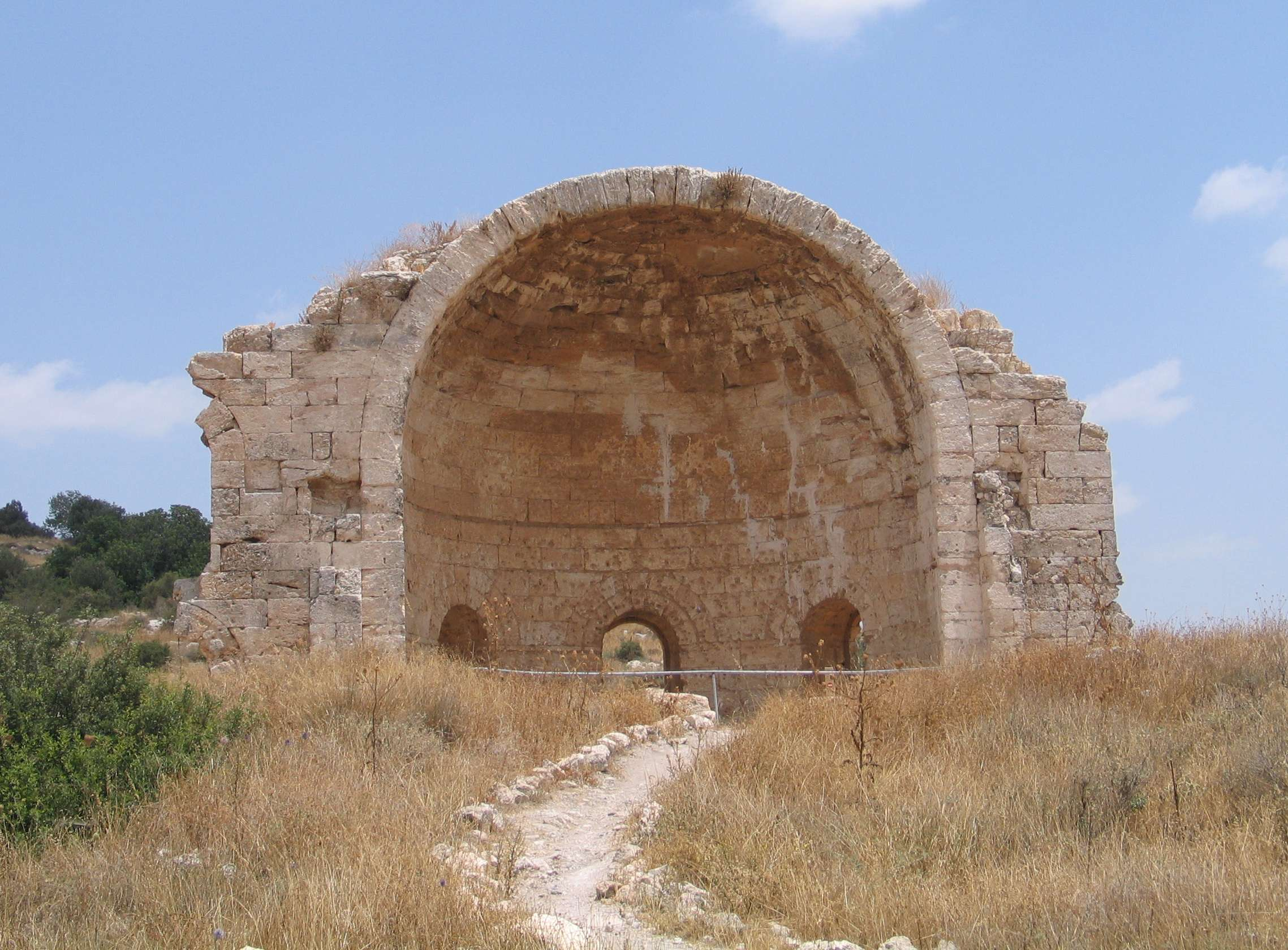

## Fordítás
- Ez a szócikk részben vagy egészben  a   Beit Guvrin National Park című angol Wikipédia-szócikk fordításán alapul.  Az eredeti cikk szerkesztőit annak laptörténete sorolja fel. Ez a jelzés csupán a megfogalmazás eredetét és a szerzői jogokat jelzi, nem szolgál a cikkben szereplő információk forrásmegjelöléseként.